# Otiothops inflatus
Otiothops inflatus is een spinnensoort uit de familie Palpimanidae. De soort komt voor in Paraguay en Argentinië.